# Cronartium
Cronartium Fr. – rodzaj grzybów z rzędu rdzowców (Pucciniales). Pasożytnicze grzyby mikroskopijne, u porażonych roślin wywołujące choroby zwane rdzami. W Polsce wywołują rdzę kory sosny i rdzę wejmutkowo-porzeczkową.

## Charakterystyka
Rodzaj Cronartia liczy ponad 30 gatunków. W Polsce występują 2 gatunki. Są to pasożyty dwudomowe, pełnocyklowe, których cykl życiowy odbywa się na dwóch gatunkach roślin. Spermacja i ecja powstają na sosnach (Pinus), uredia i telia na różnych gatunkach roślin dwuliściennych. Porażenie sosen jest trwałe. Ecja rozwijają się dopiero po kilku latach od infekcji.

## Systematyka i nazewnictwo
Pozycja w klasyfikacji według Index FungorumCronartiaceae, Pucciniales, Incertae sedis, Pucciniomycetes, Pucciniomycotina, Basidiomycota, Fungi.
Gatunki występujące w Polsce
- Cronartium pini (Willd.) Jørst. 1925
- Cronartium ribicola J.C. Fisch. 1872

Nazwy naukowe na podstawie Index Fungorum. Wybór gatunków według Mułenko i in..